# El Picalt
El Picalt és una muntanya de 1.805 metres que es troba al municipi de Cabó, a la comarca de l'Alt Urgell.